# Merah Mege
Merah Mege is een bestuurslaag in het regentschap Aceh Tengah van de provincie Atjeh, Indonesië. Merah Mege telt 705 inwoners (volkstelling 2010).